# Leave a Light On (Grey's Anatomy)
"Leave a Light On" é o décimo sexto episódio da décima sexta temporada da série americana de drama médico Grey's Anatomy e o 358º episódio geral, que foi ao ar na ABC em 5 de março de 2020. O episódio foi escrito por Elisabeth Finch e dirigido por Debbie Allen. O episódio marcou a aparição final de Justin Chambers como Alex Karev.
Em 10 de janeiro de 2020, foi anunciado que Chambers havia deixado a série, já tendo feito sua última aparição física no episódio "My Shot" de 14 de novembro de 2019, o 350º episódio girando em torno do julgamento para a licença médica de Meredith. A showrunner Krista Vernoff discutiu o desafio de escrever o persoangem de Alex sem que Chambers estivesse fisicamente presente, tendo deixado o show repentinamente. Vernoff disse: "Foi um enfiamento muito cuidadoso de uma agulha, em que estamos dando um pouco de informação e dor a Jo", disse ela, acrescentando: "Episódio por episódio, estamos iluminando a história de onde Alex está. E precisamos de mais alguns episódios para chegar lá e dar clareza ao público."
O episódio resolve várias histórias, incluindo o desaparecimento de Alex Karev após 7 episódios, o desaparecimento de Izzie Stevens (Katherine Heigl) há mais de 10 anos e Miranda Bailey (Chandra Wilson) escolhendo adotar um adolescente sem-teto. Stevens foi vista pela última vez no episódio "I Like You So Much Better When You're Naked" em 2010, e aparece pela primeira vez em imagens de arquivo, conforme detalhes de sua situação atual são revelados, junto com o personagem de Chambers. Chambers retorna para o episódio apenas em voz, já que o episódio faz uma abordagem retrospectiva, enquanto ele narra muito do que aconteceu com ele desde então.
A transmissão original do episódio foi assistida por 6,30 milhões de telespectadores e registrou as melhores avaliações do programa em 6 semanas, desde a estreia no meio da temporada. Recebeu uma resposta polarizadora de fãs e críticos, que estavam divididos sobre a forma como o programa lidou com a saída de Alex, mas muitos acharam que fazia sentido dadas as circunstâncias da saída abrupta de Chambers. Além disso, o encerramento do enredo de Izzie, bem como a reunião da dupla popular de Izzie e Alex após 10 anos, recebeu grande aclamação.

## Enredo

O episódio abre com imagens de arquivo do discurso de Richard Webber (James Pickens Jr.) para os internos originais no episódio piloto. Possui Meredith Grey (Ellen Pompeo), Cristina Yang (Sandra Oh), Izzie Stevens (Katherine Heigl), Alex Karev (Justin Chambers) e George O'Malley (T.R. Knight). Meredith Grey, em seguida, fornece sua narração episódica característica, contando uma "piada idiota" sobre um paciente dizendo: "Ei doutor, dói quando eu faço assim", ao que o médico responde: "Bem, não faça assim" e diz que, embora coxo, "não deixa de ser verdade que, como seres humanos, não podemos deixar de querer seguir nossos próprios instintos, entranhas e impulsos primários, não importa o quanto isso machuque". Segue-se uma sequência, mostrando Jo Karev (Camilla Luddington), Miranda Bailey ( Chandra Wilson) e Meredith Grey (Pompeo) recebendo cartas de Alex Karev (Chambers). Quando as três começam a ler as cartas, Alex (Chambers) faz a narração de suas cartas, declarando que ele não está indo embora, mas já saiu - ele se foi.
O episódio, então, fornece uma retrospectiva das histórias marcantes da série integrante de toda a jornada de Alex, de seus dias arrogantes e espertinhos nas primeiras temporadas até seu amadurecimento como um cirurgião pediátrico de sucesso, amigo e parceiro dedicado de Izzie e depois de Jo. Também mostra flashbacks de seu relacionamento com Izzie, sua batalha contra o câncer e seu casamento. Ele também mostra flashbacks da amizade dos cinco estagiários originais e da crescente amizade de Meredith com Alex ao longo de todas as dezesseis temporadas. Alex explica a Meredith que a forma de uma carta não era a maneira que ele queria dizer adeus. Ele diz a Meredith que ela sempre foi quem o corrigiu, e isso traz flashbacks de Alex tendo que enfrentar seus problemas, ao invés de fugir. Alex então diz que não quer ser corrigido, ou que Meredith diga a coisa certa, porque a única coisa certa não está em Seattle. Alex então revela que está com Izzie (Katherine Heigl).
Após essa revelação, flashbacks do relacionamento inicial de Alex e Izzie são mostrados. Enquanto isso, Alex revela que contatou Izzie durante o julgamento de Meredith, para manter sua licença médica, para uma carta de recomendação. Ele admite que o julgamento lhe deu uma desculpa para finalmente entrar em contato com Izzie, para saber se ela estava viva e bem. Após uma breve troca ao telefone, Alex diz que ouviu pequenas vozes ao fundo e perguntou se Izzie tinha filhos e após um silêncio, ela revelou que sim. E acontece que eles são seus filhos.
Alex revela que Izzie era solteira, queria filhos e, como o câncer destruiu seus óvulos, ela não poderia ter filhos biológicos, mas teve seus embriões. Flashbacks da quinta temporada mostram as cenas de Alex e Izzie girando em torno dos embriões. Alex explica que ele estava muito assustado para se importar com o que ela faria com eles, então ele assinou os papéis para que ela pudesse fazer o que quisesse com eles, um flashback das preocupações de Alex sobre sua sobrevivência ao câncer é mostrado. Ele diz que sabe que deveria ter contado a Jo e Meredith, mas em vez de contar a elas, ele esperou o julgamento acabar e foi ver seus filhos. Seus filhos - gêmeos chamados Alexis e Eli - são descritos como "hilários e teimosos" como Izzie, Alexis tendo os olhos de Izzie e Eli o sorriso torto como o dele. As crianças querem ser médicas como Izzie, e eles vivem em uma fazenda no meio do nada no Kansas. Ele também revela que Izzie trabalha como cirurgiã oncologista e fez muitos progressos. Alex diz a Meredith que ela poderia ir buscá-lo e trazê-lo de volta para Seattle, mas ele espera que ela não faça isso, pois ele finalmente está onde deveria estar, e que ele nunca teve nada disso antes. Alex diz que espera que ela possa aparecer e conhecer seus filhos.
Flashbacks também mostram o relacionamento de Jo e Alex, bem como a própria jornada de Jo brevemente, enquanto Jo lê sua carta, vindo dele. Alex detalha o quanto ele lamenta, mas também está apaixonado por Izzie. Alex admite que a carta é a pior coisa que ele já fez e que Jo merece muito mais, mas também menciona os filhos que ele tem com Izzie. Alex diz a Jo que sentiu que ele e Izzie tinham negócios pendentes e que quando conversaram foi como se o tempo não tivesse passado, como se estivessem congelados no tempo. Alex diz que precisa dar aos filhos a vida que ele e Jo nunca tiveram. Alex revela que foi a um advogado, assinou os papéis do divórcio e deixou suas ações do Grey Sloan para ela.
Webber, em uma reunião do AA, relata a situação de Alex com Jo e Izzie como a dele com Ellis e Adele, e que ele gostaria de ver Maggie Pierce (Kelly McCreary) crescer, então ele não pode ficar bravo com Alex, não importa o quanto ele queira estar, embora admita sua amargura por ele não ter se despedido do seu professor. É mostrada outra sequência do relacionamento de Izzie e Alex, desta vez através do diálogo das declarações de amor de Izzie e, finalmente, mostra a semelhança dos filhos de Izzie com ela.
Bailey fala com Ben (Jason George) sobre Joey e relata a situação de Alex. Eles decidem continuar cuidando Joey. Enquanto isso, Jo engole suas emoções e decide continuar a trabalhar casualmente após ler a carta, já que Link (Chris Carmack) a chama de sua heroína. Jo responde: "A minha também". O episódio termina com Meredith conversando com sua filha, Zola (Aniela Gumbs) e se preparando para contar a ela que o tio Alex se foi, com uma narração de Meredith para dizer que realmente não há uma boa maneira de dizer adeus.

## Produção

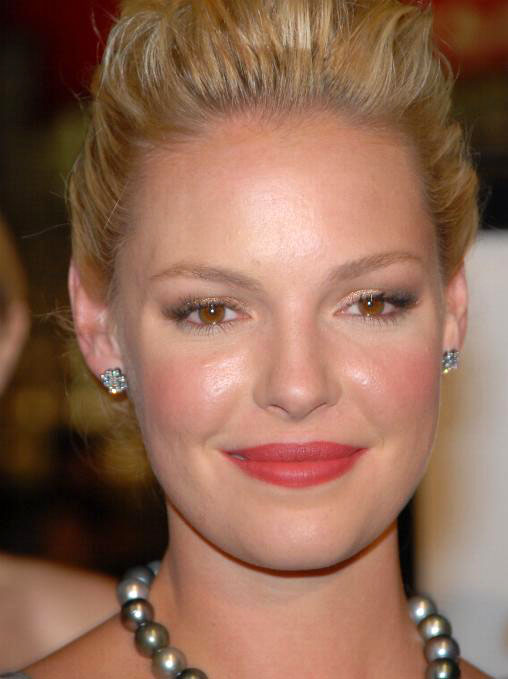
O personagem de longa data de Katherine Heigl foi uma fonte de análise crítica, já que a decisão do personagem de Chambers de deixar sua esposa por ela atraiu muitas respostas abrangentes.

O episódio foi escrito por Elisabeth Finch e dirigido por Debbie Allen. Vários ex-personagens aparecem no episódio por meio de imagens de arquivo, como Izzie Stevens (Katherine Heigl), Denny Duquette (Jeffrey Dean Morgan), George O'Malley (T.R. Knight), Cristina Yang (Sandra Oh), Derek Shepherd (Patrick Dempsey), Shane Ross (Gaius Charles), Stephanie Edwards (Jerrika Hinton), Arizona Robbins (Jessica Capshaw), Helen Karev (Lindsay Wagner) e Jimmy Evans (James Remar). Os únicos membros do elenco principal que apareceram nas novas cenas foram Meredith Grey (Ellen Pompeo), Miranda Bailey (Chandra Wilson), Richard Webber (James Pickens Jr.), Jo Karev (Camilla Luddington) e Atticus "Link" Lincoln (Chris Carmack)
O episódio revisita a personagem de Katherine Heigl, Izzie Stevens, pela primeira vez em mais de 10 anos. A história de Alex e Izzie não foi resolvida na sexta temporada, depois que Heigl deixou a série abruptamente durante sua licença maternidade. Em um episódio de janeiro de 2010, Stevens vai embora depois que ela não consegue consertar as coisas com Alex. Joan Rater, a autora do episódio, explicou que a melhora de Stevens levou Karev a deixá-la ir. A ausência de Izzie depois disso era para ser temporária, com o personagem retornando nos 5 episódios finais da temporada. No entanto, Heigl não apareceu para as filmagens em 1º de março de 2010 para o vigésimo episódio da temporada. A licença de 3 meses de Heigl em Utah a impulsionou a desistir totalmente do programa, sentindo que precisava de mais tempo para se relacionar com sua filha adotiva. Ela explicou, "Então, antes de eu voltar, falei novamente com Shonda sobre querer ir embora. Depois, esperei em casa até receber a aprovação formal de que estava fora do programa. Os rumores de que eu me recusei a retornar eram totalmente falsos." Enquanto Heigl sentiu que a partida foi "amigável", apesar do choque e da sensação de que algo poderia ter dado certo, Heigl sentiu que Izzie voltava apenas para ir embora novamente, depois de já ter feito isso duas vezes ela "se sentiria um pouco manipuladora". Ela sentiu que não havia criado um vínculo com sua filha adotiva, isso fez com que ela deixasse o programa para poder dá-la a devida atenção.
Em agosto de 2010, Rhimes afirmou que não sentia que o arco de Alex e Izzie havia sido totalmente concluído, e esperava dar um encerramento adequado ao relacionamento deles na sétima temporada. Mais tarde, ela confirmou que pretendia matar Izzie fora da tela, mas optou contra isso um dia depois, pois sentiu que isso destruiria Alex, em vez de encerrá-lo. Em vez disso, ela concluiu: "Estou aberta para ver Izzie novamente. Então, se ela [Katherine] voltasse, nós ficaríamos emocionados [encerrar sua história]. Mas se ela não o fizer, vamos seguir em frente." Embora Heigl originalmente tenha considerado a ideia de seu retorno sombrio e considerado o capítulo encerrado, mais tarde ela se arrependeu e expressou entusiasmo ao retornar em janeiro de 2012, mas Rhimes, 2 meses depois, disse que ela estava em um caminho diferente e que eles não estavam interessados em mudar. 4 meses depois, Rhimes escalou Camilla Luddington como Jo Wilson, que se tornou o novo interesse amoroso do personagem de Chambers. 3 anos depois, Rhimes disse que mudou completamente a ideia de Izzie voltar, "Eu terminei com essa história. Já pensei nisso milhares de vezes e pensei em como seria. E eu acho que não."

Alguns fãs ficaram chateados, particularmente os shippers de Jolex, que [Alex deixou Jo para ficar com Izzie] - e eu entendo o porquê. Mas eu lutaria muito contra qualquer um que tentasse me dizer que os fãs não teriam ficado tão ou mais chateados se eu tivesse matado Alex Karev fora das câmeras."

—Vernoff sobre a decisão de reunir Alex com Izzie após a saída abrupta de Chambers.
Após o final da 16ª temporada, a showrunner Krista Vernoff declarou sobre a decisão de escolher o final da história de Alex. "No final do dia, havia 3 escolhas", explicou ela ao TVLine. "Matar Alex fora da câmera; que Alex esteja vivo e em Seattle - e ainda casado com Jo - e nós nunca o veríamos; ou [reuni-lo] com Izzie." Ela sentiu que matar Alex teria sido "cruel com todos - particularmente Meredith e Jo", a melhor amiga e esposa de Alex, respectivamente. "Não havia como não colocar esses personagens em uma dor contínua e angustiante se tivéssemos matado Alex fora das câmeras." Ela também sentiu que a segunda opção teria prestado um péssimo serviço a Camilla Luddington, que interpreta a esposa de Chambers na TV. "Não era justo com ela mantê-la casada com um personagem que estava fora das telas", diz Vernoff. E finalmente avaliou como resultado que "... não era nem mesmo um debate na sala dos escritores", acrescentando que dar a Alex um final feliz com Izzie "era claramente o caminho certo".
Debbie Allen que dirigiu o episódio "lutou muito para escalar e filmar as crianças" de acordo com Vernoff, explicando que elas não estava no roteiro original. Ela ainda comentou: "E esse foi meu material favorito no episódio - o visual daquelas 2 crianças".

## Recepção

### Audiência
"Leave a Light On" foi originalmente transmitido em 5 de março de 2020 nos Estados Unidos pela American Broadcasting Company (ABC). O episódio foi assistido por um total de 6,30 milhões de telespectadores, acima dos 6 milhões do episódio anterior. Na faixa demográfica de 18 a 49 anos, o episódio teve uma classificação/compartilhamento de 1,3/7, dois décimos acima do episódio anterior e o melhor desde a estreia do meio da temporada "Help Me Through the Night".

### Avaliações

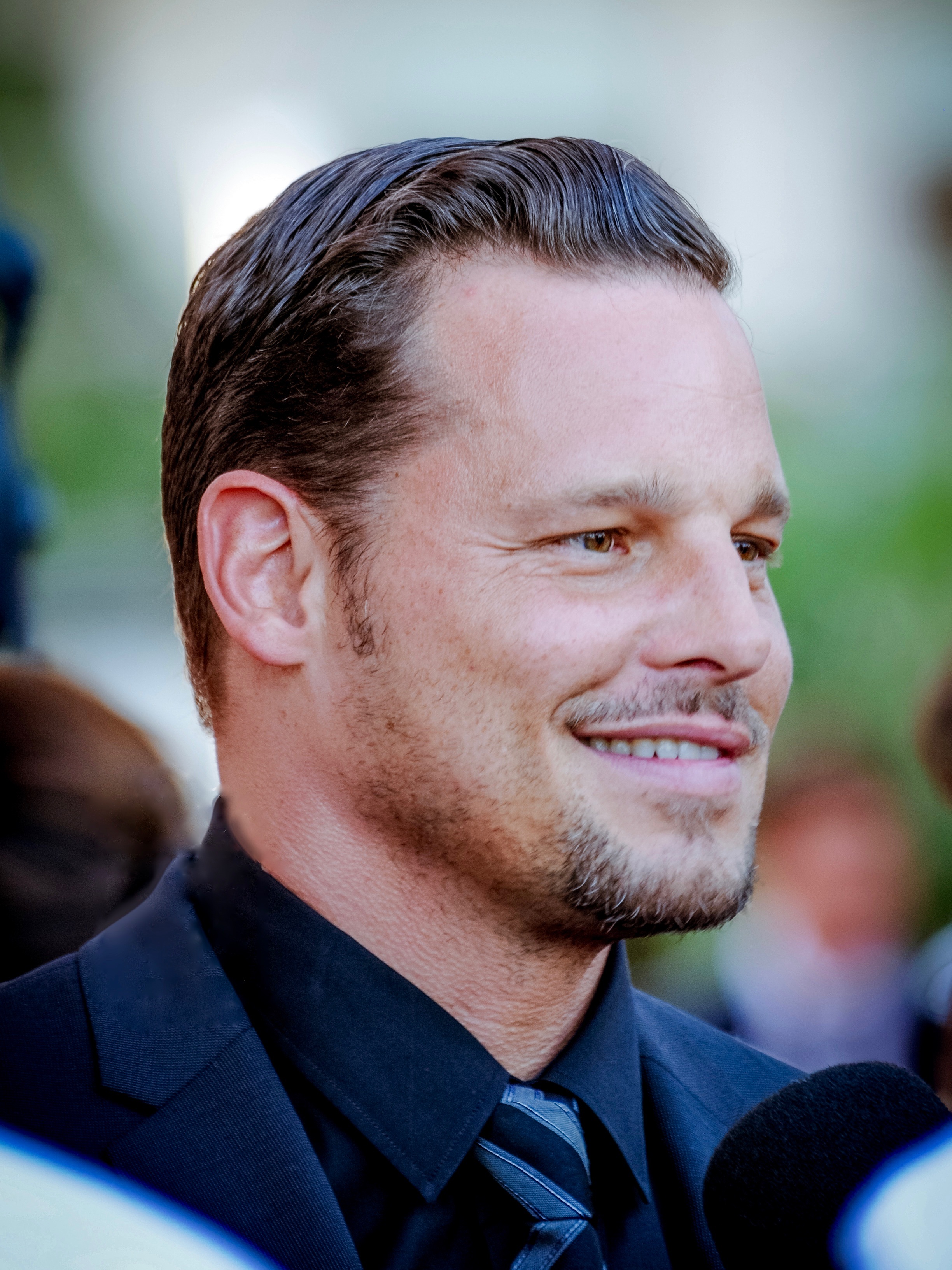
Justin Chambers fez sua última aparição como regular na série após 15 anos no programa.

"Leave the Light On" recebeu uma resposta polarizadora de críticos de televisão e fãs.
O USA Today notou a resposta "polarizada" dos fãs e, ao discutir toda a jornada de Alex, disse: "Ele estava ao nosso lado enquanto observávamos uma sucessão de médicos saindo da série. Karev era uma constante; Para onde mais ele iria? Depois de uma educação difícil, ele ansiava por estabilidade - tornando o momento de sua saída ainda mais desconcertante. Então, novamente: talvez Izzie tenha sido essa estabilidade o tempo todo..."
Deadline notou semelhanças no final de Alex, "o favorito dos fãs", com o de Doug e Carol de ER, interpretados por George Clooney e Julianna Margulies, respectivamente, "que também deixaram o show em momentos diferentes" e lá "Carol também deu à luz o casal gêmeos sem o conhecimento de Doug, com o casal eventualmente se reunindo para viver felizes para sempre com seus filhos."
Em uma crítica de 3 de 5 estrelas, Maggie Fremont for Vulture expressou desapontamento que a saída não mostrou nenhum reencontro físico entre Izzie e Alex. Em seguida, Fremont declarou: "Parecia que a morte de Alex, embora trágica, seria a única maneira de descartar o personagem, que faria sentido depois de tudo que ele passou" e que "o Alex Karev que observamos - puta merda, quase 2 décadas se estivermos arredondando - não faria isso" embora admitisse que a saída "quase funciona", já que Alex opta por não perder um segundo com seus filhos e ser um ótimo pai, mas que "Alex não está bravo por um único segundo sobre o fato de que Izzie teve filhos secretos 5 anos atrás e nunca disse a ele" fez "menos sentido". Fremont também observou que Alex poderia ter pedido a Jo para se mudar para o Kansas para ajudá-lo a estar lá para seus filhos, de forma que era obviamente "TAMBÉM sobre as mulheres que ele ama". Ela discutiu a natureza dramática do discurso de Richard, dizendo: "Sinto muito, o discurso de Richard é adorável e tudo mais, mas ele está agindo como se não pudesse simplesmente ir ao Kansas e ver o cara. Richard gosta desse drama, pessoal. Fremont também comentou a reação de Jo dizendo: "Pobre Jo! E pobre de mim por ter que simpatizar com um personagem que não suporto, sabe? A carta de Jo é realmente uma merda."
Ashley Bissette Sumerel para a Telltale-TV deu uma crítica moderadamente positiva de 3,5 estrelas de 5 estrelas ao episódio. Ela elogiou como os escritores trabalharam com as circunstâncias do sentimento de partida abrupta de Chambers "[sua] saída repentina significou que os escritores precisavam mudar o curso e descobrir a melhor maneira de escrever seu personagem, e eu acredito que eles fizeram isso, com alguns exceções" e disse, "na verdade, eu disse a algumas pessoas que havia um final para Alex que eu sentia que seria capaz de aceitar, [...] eis que é isso. O momento é terrível, considerando seu relacionamento com Jo, mas, novamente, acho que neste caso, temos que considerar as circunstâncias."
Sonya Field for Hypable criticou o enredo "irreal", sentindo que sublinhava a história de Alex e Jo "porque ele estava tão pronto para deixá-la". Ela opinou que os flashbacks de Izzie / Alex a "incomodaram". Ela terminou dizendo: "Me preocupa que isso possa significar que todo o problema será varrido para debaixo do tapete após este episódio. Já é perturbador ver como Alex foi capaz de se afastar de Jo tão rapidamente, e espero que pelo menos eles lidem com as coisas de forma diferente por parte de Jo."
Jasmine Blu para TV Fanatic deu uma resposta negativa ao episódio. Eles observaram Meredith como sendo "egocêntrica", dizendo: "Meredith foi tão distante da história do desaparecimento de Alex, e antes disso, ela nem o visitou em Pac-North. A última temporada de Alex teve uma falta surpreendente de Merlex, então o adeus final foi ainda mais amargo". Ao mesmo tempo, reconhecia como nenhum adeus, exceto a morte, iria satisfazer a todos. A revisora criticou o desenvolvimento de Alex no episódio, dizendo: "Alex, que passou anos ressentindo as pessoas por abandoná-lo, deu meia-volta e deixou aqueles que ama. É uma luta envolver a cabeça em torno disso." Blu também criticou Alex por aparentemente usar sua mãe doente como álibi, e notou que isso não era característico do "atirador honesto" e do "cara que fala assim, quer você goste ou não" pelo qual os fãs o conhecem. A revisora também observou que "já era um péssimo serviço levar tanto tempo para alguém prestar atenção em sua ausência" e que "Jo provavelmente deveria ter contatado sua mãe há muito tempo". Blu também criticou o enredo por como isso vai servir a Jo como uma tragédia mais tarde, chamando de "Ai de Jo por horas [...] irritantes" e que "muitas das histórias de Alex nas últimas temporadas têm sido secundárias a Jo.